# Étang de la Galiotte
L'étang de la Galiotte est un plan d'eau situé à Carrières-sous-Poissy dans le parc du Peuple de l'herbe.
Son nom fait référence à un coche d'eau c'est-à-dire un bateau circulant autrefois sur la Seine de Carrières-sous-Poissy à Rolleboise. Le plan d'eau est habité sur sa rive sud au moyen de chalets placés sur flotteurs.

## Histoire
L'étang de la Galiotte est une ancienne sablière creusée après la Seconde Guerre mondiale.
Il est décidé dans les années 1980 de ne pas remblayer la sablière.
Le lac est menacé dans les années 2000 par un projet autoroutier. Le projet autoroutier ne verra jamais le jour. L'étang est réaménagé avant l'ouverture du parc du Peuple de l'herbe .
En 2023, le département des Yvelines décide de ne pas renouveler la convention d'occupation du domaine public dont bénéficiaient les propriétaires de chalets flottants sur le lac, souhaitant mettre en oeuvre un projet de renaturation des berges de l’étang. Le tribunal administratif de Versailles rejette en juin 2025 le recours porté contre cette décision.

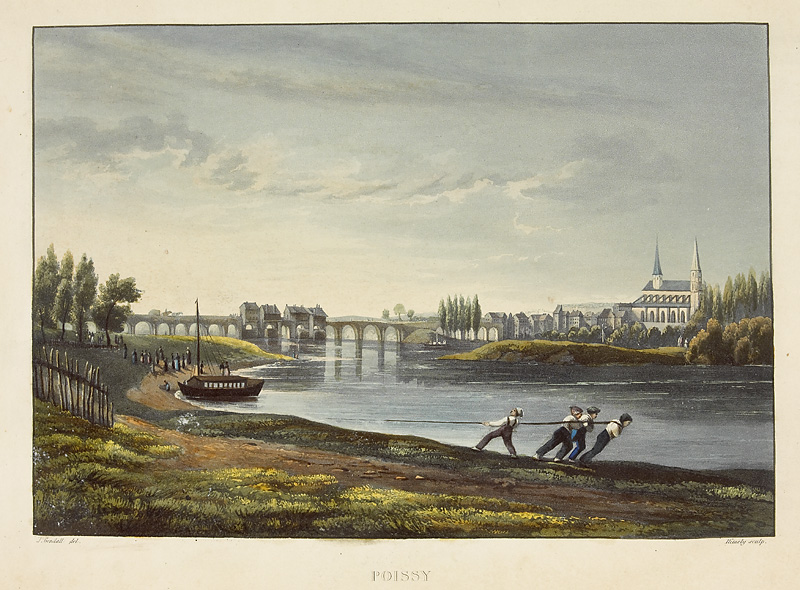
Galiote tirée depuis les berges de Carrières-sous-Poissy, la ville de Poissy est en arrière plan.